# Valmet Nr I

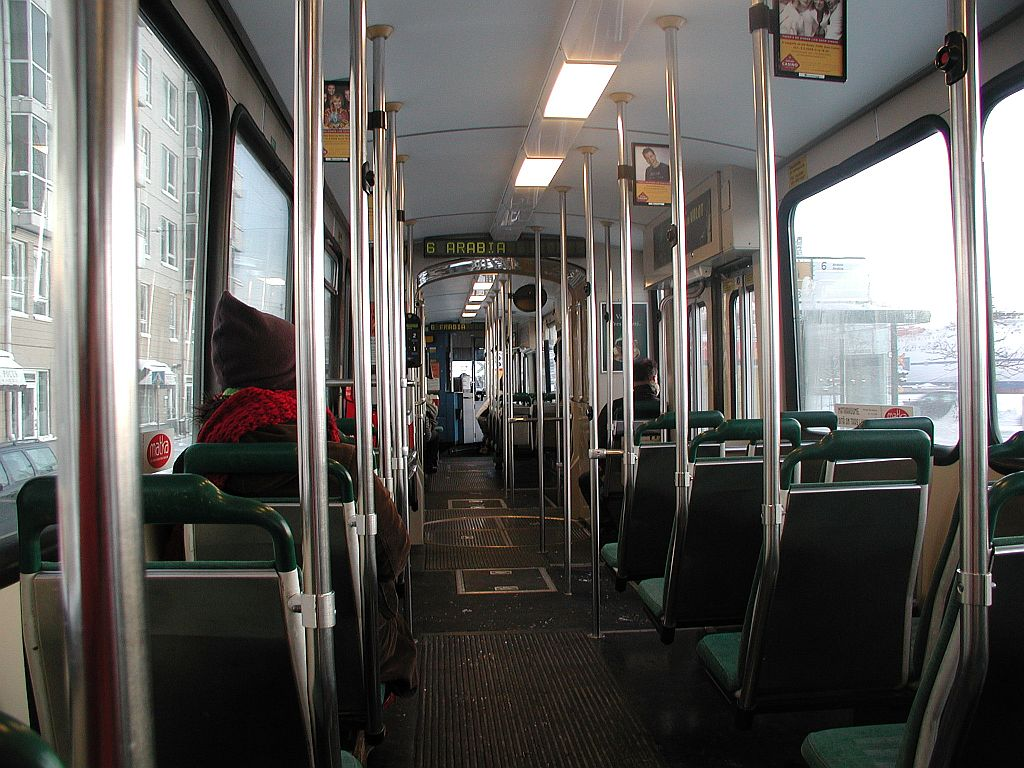
Wnętrze wagonu

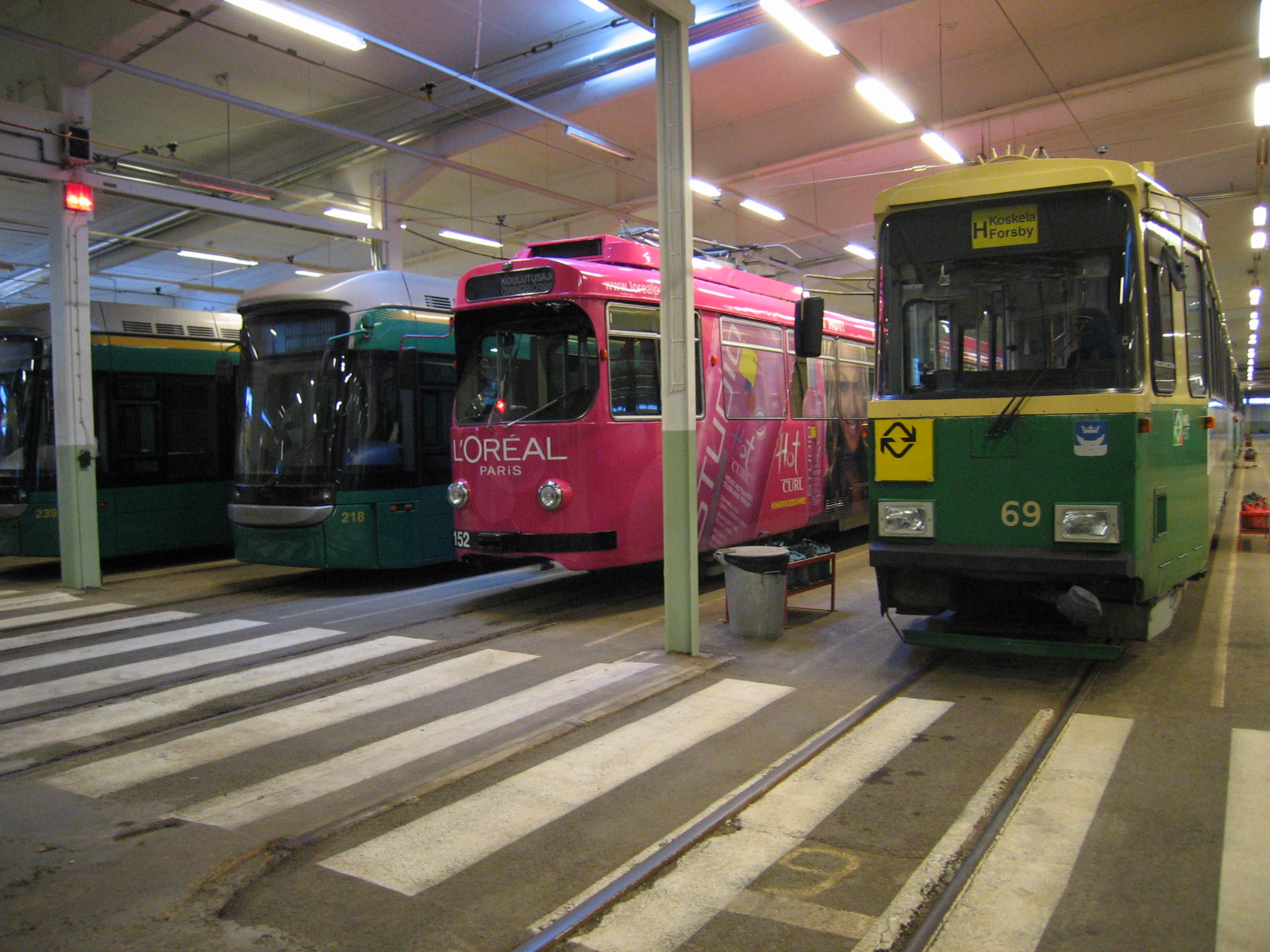
Tramwaj NR I o nr 69 w zajezdni

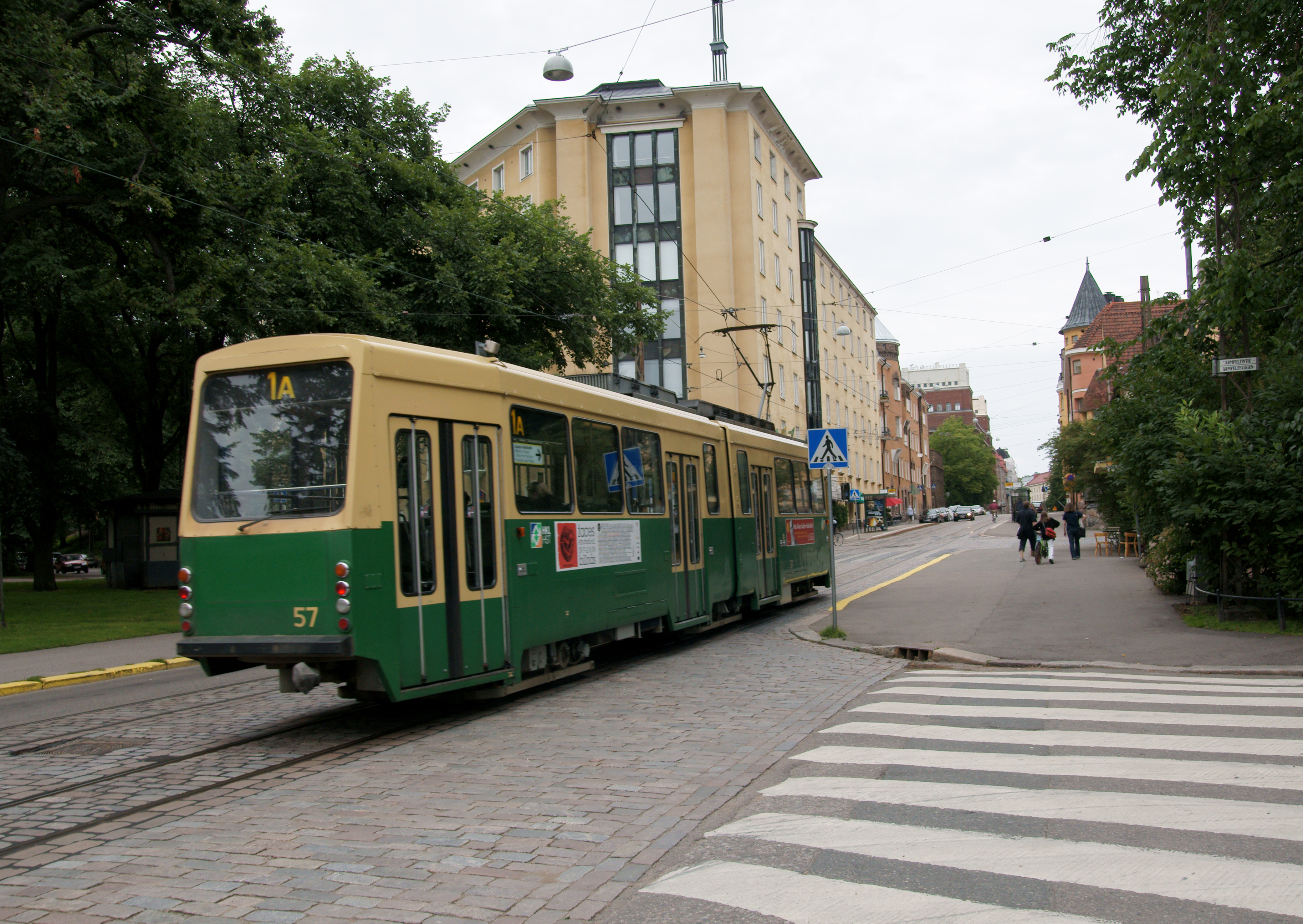
Tył wagonu nr 57

Valmet Nr I − przegubowe, sześcioosiowe tramwaje wyprodukowane przez fińską firmę Valmet.

## Konstrukcja
Wagony Valmet Nr I są dwuczłonowe, oparte na dwóch dwuosiowych wózkach na których jest po jednym silniku Strömberg GHCU / H6232 o mocy 130 kW każdy. Rozstaw osi w wózku wynosi 1,8 m. Koła mają średnicę 720 mm. Tramwaj o długości 20,1 m, szerokości 2,3 m, wysokości 3,7 m i masie 28,1 ton pierwotnie posiadał w wagonach o nr 31−69 było 41 miejsc siedzących (dodatkowo jedno miejsce dla konduktora). Natomiast w wagonie nr 70 było 39 miejsc siedzących (w tym miejsce dla konduktora). Po przeprowadzonych modernizacjach ilość miejsc siedzących zmieniła się odpowiednio na 39 i 37. Obecnie w wagonach nie ma miejsca konduktora, które zostały usunięte w czasie remontów wagonów w latach 1981−1986. W obu wersjach miejsc stojących było 100 przy 4 osobach/m². Podłoga znajduje się 910 mm nad główką szyny. W czasie przeprowadzanych modernizacji w latach 90. XX w. i XXI w. w czasie tych modernizacji zmieniono między innymi wnętrze. 

## Eksploatacja
Pierwsze 7 wyprodukowanych tramwajów o nr 31−37 dostarczono w 1973, następne wagony o nr 38−55 dostarczono w 1974, a ostatnią partię z 40 wagonów Valmet Nr I o nr 56−70 dostarczono w 1975. Pierwszy wagon wprowadzono do liniowej eksploatacji 16 grudnia 1973 na linii nr 10. Obecnie wszystkie wyprodukowane wagony znajdują się w eksploatacji. Tramwaje Valmet Nr I są eksploatowane tylko w Helsinkach.
| Numer wagonu | Data dostarczenia do Helsinek | Data przeprowadzenia modernizacji |
| ------------ | ----------------------------- | --------------------------------- |
| 31           | 1973                          | 03.1998                           |
| 32           | 1973                          | 11.1996                           |
| 33           | 1973                          | 03.1996                           |
| 34           | 1973                          | 09.2003                           |
| 35           | 1973                          | 12.2001                           |
| 36           | 1973                          | 01.2003                           |
| 37           | 1973                          | 07.1997                           |
| 38           | 1974                          | 02.1999                           |
| 39           | 1974                          | 06.2004                           |
| 40           | 1974                          | 08.1997                           |
| 41           | 1974                          | 12.1998                           |
| 42           | 1974                          | 03.1995                           |
| 43           | 1974                          | 02.2000                           |
| 44           | 1974                          | 02.1996                           |
| 45           | 1974                          | 11.1993                           |
| 46           | 1974                          | 06.1994                           |
| 47           | 1974                          | 10.2002                           |
| 48           | 1974                          | 05.2001                           |
| 49           | 1974                          | 05.2000                           |
| 50           | 1974                          | 04.1999                           |
| 51           | 1974                          | 05.1995                           |
| 52           | 1974                          | 06.1995                           |
| 53           | 1974                          | 07.2004                           |
| 54           | 1974                          | 04.1994                           |
| 55           | 1974                          | 11.1995                           |
| 56           | 1975                          | 09.1994                           |
| 57           | 1975                          | 09.1995                           |
| 58           | 1975                          | 10.1994                           |
| 59           | 1975                          | 06.1997                           |
| 60           | 1975                          | 01.1995                           |
| 61           | 1975                          | 05.1996                           |
| 62           | 1975                          | 01.2001                           |
| 63           | 1975                          | 04.1998                           |
| 64           | 1975                          | 10.2000                           |
| 65           | 1975                          | 12.1994                           |
| 66           | 1975                          | 08.1996                           |
| 67           | 1975                          | 01.1997                           |
| 68           | 1975                          | 07.1998                           |
| 69           | 1975                          | 01.1996                           |
| 70           | 1975                          | 09.1998                           |